# Hermiston
Hermiston es una ciudad situada en el condado de Umatilla, Oregón, Estados Unidos. Tiene una población estimada, a mediados de 2022, de 19 423 habitantes.

## Geografía
La localidad está ubicada en las coordenadas 45°49′59″N 119°17′07″O / 45.83306, -119.28528 (45.832934, -119.285194).

## Demografía

### Censo de 2020
Según el censo de 2020, la ciudad tenía una población de 19 354 habitantes. La densidad de población era de 833.74 hab./km². El 56.20% de los habitantes eran blancos, el 0.67% eran afroamericanos, el 1.57% eran amerindios, el 1.47% eran asiáticos, el 0.32% eran isleños del Pacífico, el 22.69% eran de otras razas y el 17.09% eran de una mezcla de razas. Del total de la población, el 44.20% eran hispanos o latinos de cualquier raza.

### Censo de 2000
Según el censo de 2000, en ese momento los ingresos medios de los hogares de la localidad eran de $35,354 y los ingresos medios de las familias eran de $42,881. Los hombres tenían ingresos medios por $32,100 frente a los $20,951 que percibían las mujeres. Los ingresos per cápita para la localidad eran de $17,075. Alrededor del 12.4% de la población estaba por debajo de la línea de pobreza.